# Bosque de Epping

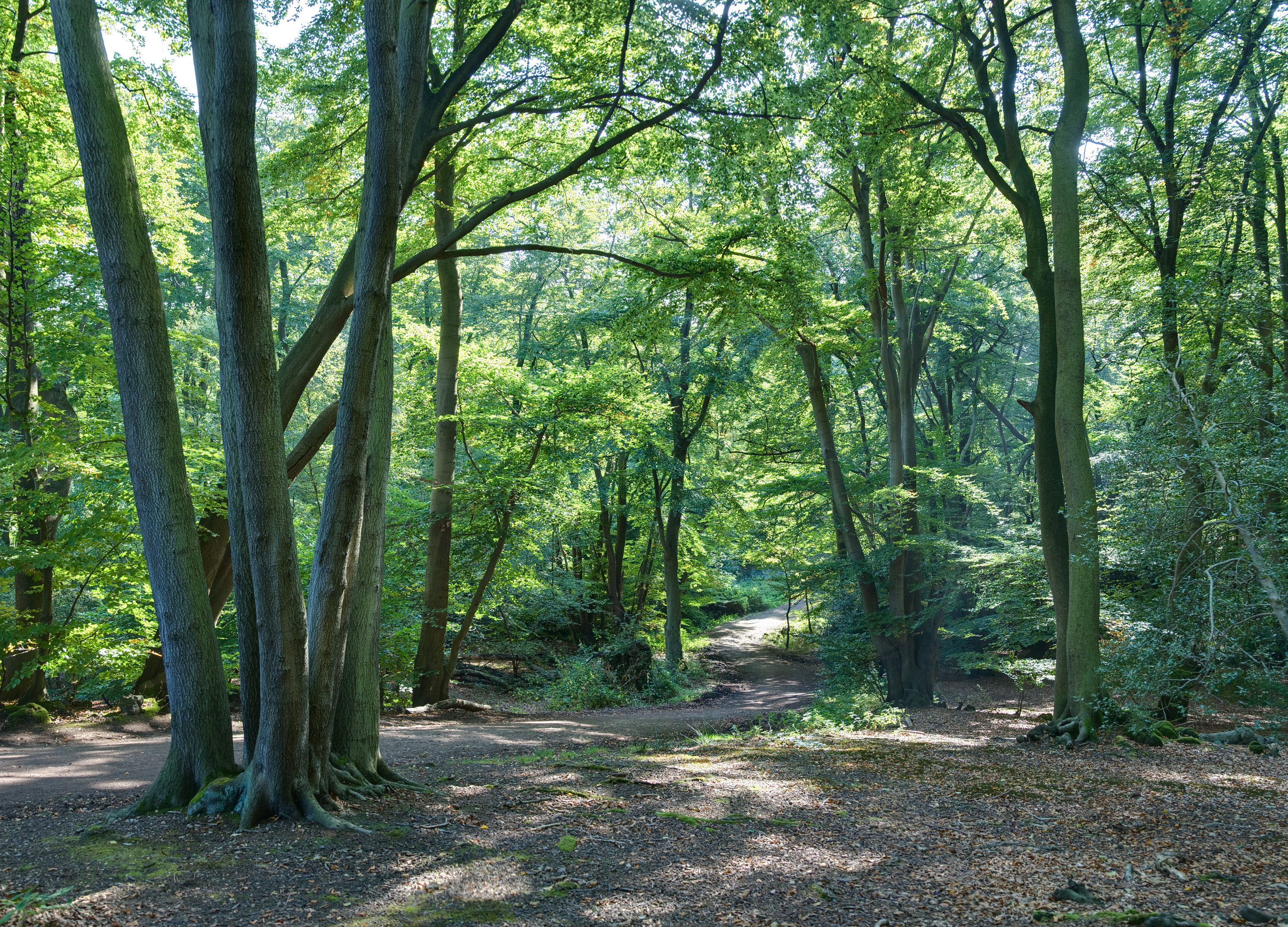
El bosque cerca de Epping.

El bosque de Epping es una zona boscosa seminatural del sureste de Inglaterra, que se extiende al noreste de Londres y parte del sur de Essex. Es un antiguo bosque real y de su gestión se encarga la Corporación de la City de Londres.
Tiene una superficie de 2476 hectáreas y contiene áreas de arboledas, praderas, matorrales, hierbazales, ríos, pantanos y lagunas. La mayor parte de su extensión está declarada Sitio de Especial Interés Científico. Situado entre Forest Gate al sur y Epping al norte, este bosque abarca una franja estrecha de no más de 4 km de anchura y una longitud aproximada de 19 km de norte a sur. El bosque crece sobre una cordillera baja entre los valles que forman los ríos Lea y Roding. Su elevación y su suelo de grava fina poco profunda (resultado de la glaciación) lo han hecho históricamente impracticable para la agricultura. El bosque da nombre al Distrito de Epping Forest.

## Galería

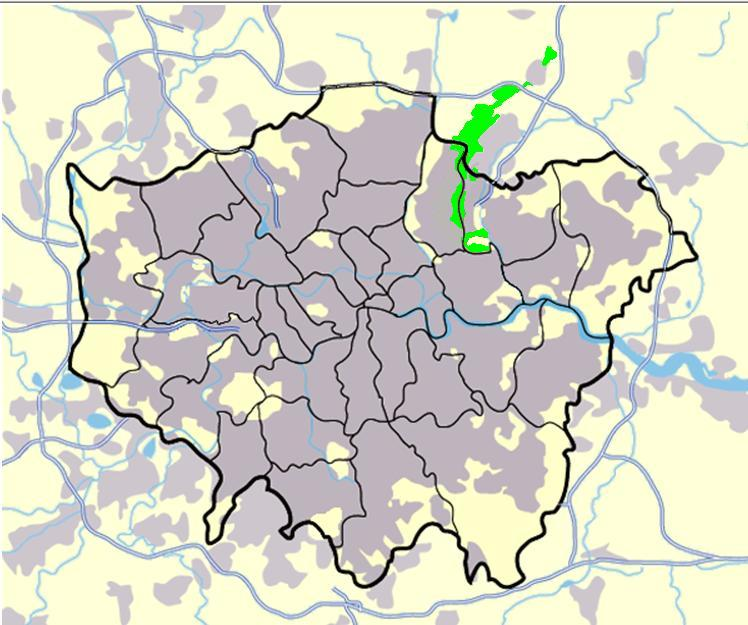
Ubicación del bosque de Epping (en verde) dentro del Gran Londres y Essex.
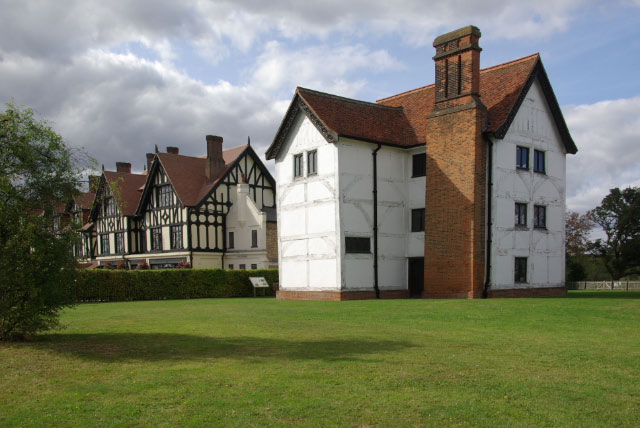
Pabellón de caza de Isabel I de Inglaterra, Chingford.
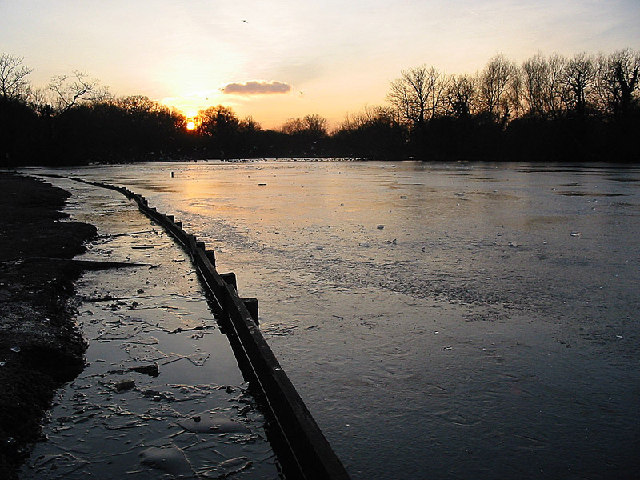
Lago artificial Connaught, de 32 000 m².
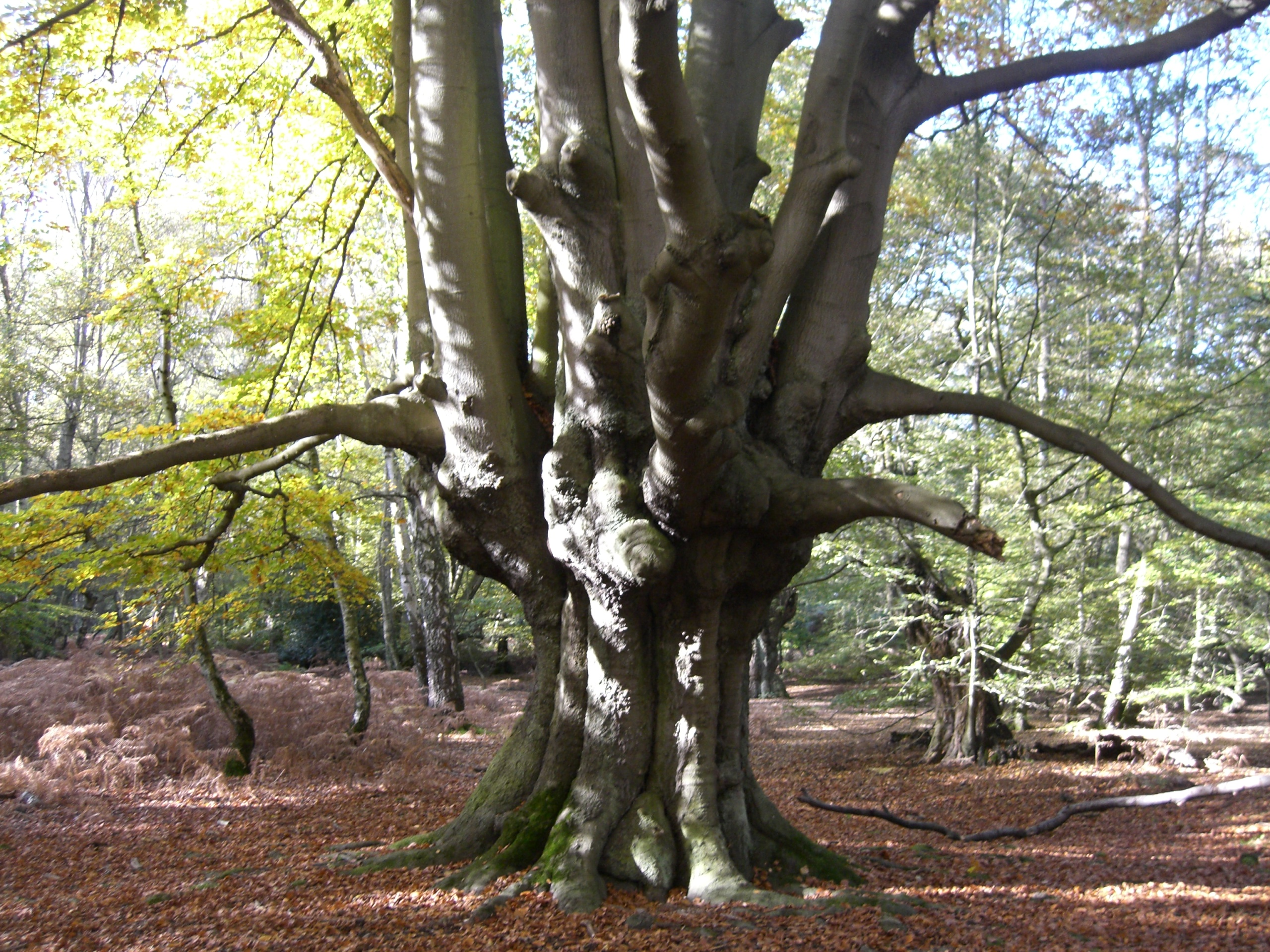
Árbol podado en Epping.
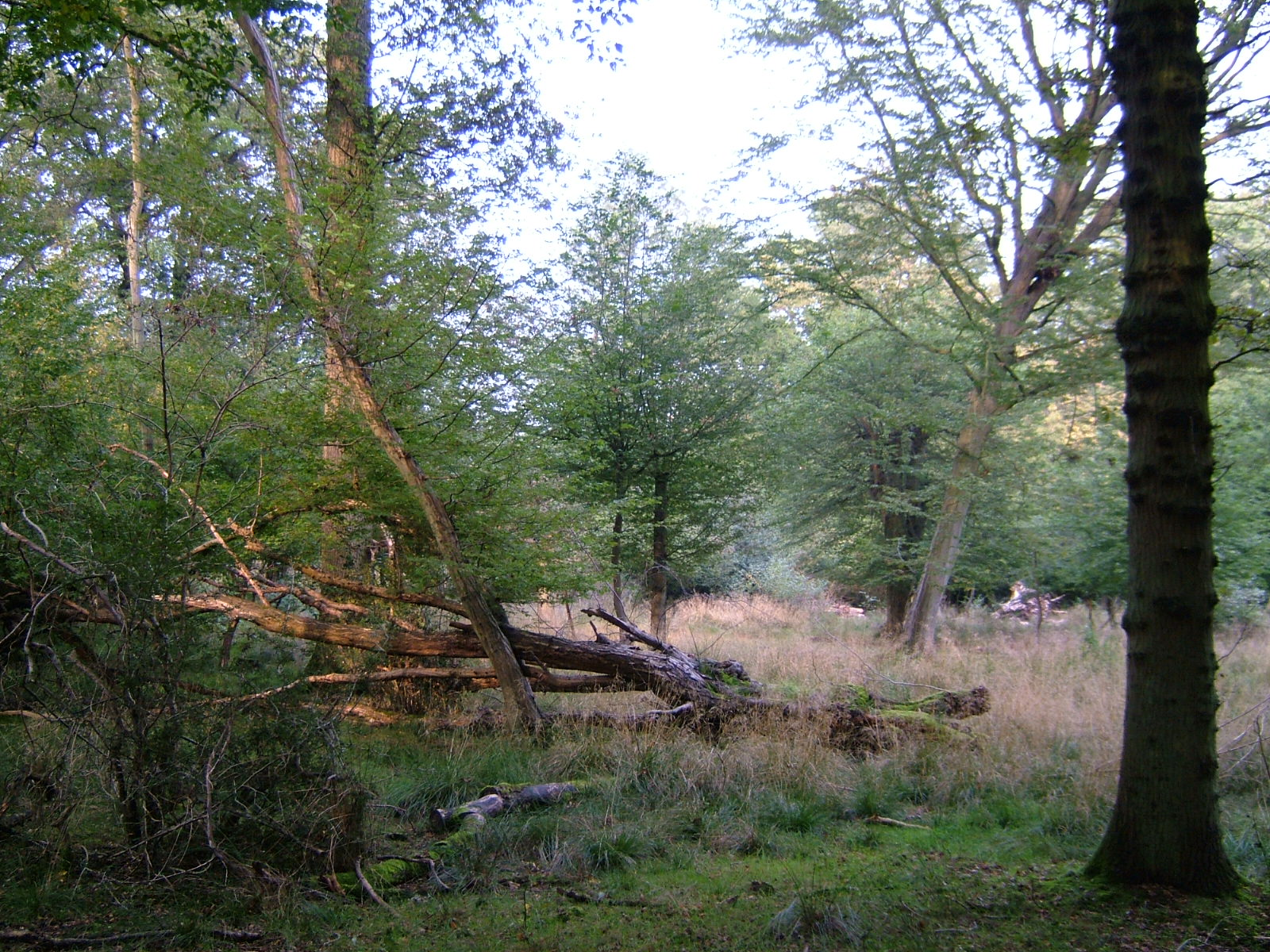
Arboleda en el bosque de Epping.